# Ophiomastus texturatus
Ophiomastus texturatus är en ormstjärneart som beskrevs av George Richard Lyman 1883. Ophiomastus texturatus ingår i släktet Ophiomastus och familjen fransormstjärnor. Inga underarter finns listade i Catalogue of Life.